# Jan Chojnacki (działacz niepodległościowy)
Jan Chojnacki (ur. ok. 1890, zm. 12/13 kwietnia 1906 w Warszawie) – działacz Polskiej Partii Socjalistycznej, działacz niepodległościowy.

## Życiorys
Jan Chojnacki w 1904 r. będąc jeszcze uczniem garbarskim wstąpił do PPS w Radomiu. Po utworzeniu Organizacji Bojowej brał udział w szeregu akcjach. M.in. wziął udział 8 stycznia 1906 r. w akcji na Urząd Gminy w Wielogórze (wówczas gubernia radomska), w czasie której dokonano ekspropriacji kasy gminnej oraz zniszczono portret cara Mikołaja II.
Aresztowany w lutym 1906 r., 5 kwietnia 1906 r. wyrokiem Warszawskiego Wojskowego Sądu Okręgowego skazany na karę śmierci. Wyrok wykonano w nocy z 12 na 13 kwietnia tegoż roku na stokach Cytadeli Warszawskiej.
W 1930 r. został pośmiertnie odznaczony Krzyżem Niepodległości z Mieczami.